# Хосе Ферер
Хосе Висенте Ферер де Отеро и Синтрон (на испански: José Vicente Ferrer де Отеро у Cintron), известен като Хосе Ферер, е пуерторикански актьор и театрален и филмов режисьор.

## Биография
Роден е на 8 януари 1912 г. в Сан Хуан, Пуерто Рико. През 1933 г. завършва Принстънския университет с дипломна работа на тема „Френският натурализъм и Емилия Бардо Пасан“.
Той е първият пуерторикански актьор, спечелил „Оскар“ – през 1950 г. за ролята си във филма на Майкъл Гордън „Сирано дьо Бержерак“.  В чест на произхода си той дарява наградата си Оскар на университета на Пуерто Рико. Актьорът също така печели няколко награди „Тони“. През 1947 г. печели награда Тони за театралната си постановка „Сирано дьо Бержерак“, а след това през 1952 г. за най-добър драматичен актьор в „The Shrike“, а също така и за изключителен режисьор – за „The Shrike“, „The Fourposter“ и „Stalag 17“.
Постиженията на Хосе Ферер са признати през 1981 г., когато е приет в Tеатралната зала на славата. През 1985 г. той получава Националния медал на изкуствата от Роналд Рейгън, ставайки първия актьор, който получава тази чест.
Има четири брака и шест деца.
Умира от рак на дебелото черво на 26 януари 1992 г.

## Избрана филмография
| Година | Филм                                    | Оригинално заглавие            | Роля                       | Режисьор       |
| ------ | --------------------------------------- | ------------------------------ | -------------------------- | -------------- |
| 1962   | Лорънс Арабски                          | Lawrence of Arabia             | Турски бей                 | Дейвид Лийн    |
| 1965   | Най-великата история, разказвана някога | The Greatest Story Ever Told   | Ирод Антипа                | Джордж Стивънс |
| 1982   | Секс комедия в лятна нощ                | A Midsummer Night's Sex Comedy | Леополд                    | Уди Алън       |
| 1984   | Дюн                                     | Dune                           | Падишах-Император Шадам IV | Дейвид Линч    |